# Raïon Kholodnohirsky
Le raïon de Kholodnohirsky (en ukrainien : Холодногірський район) est un raïon (district) urbain de Kharkiv, la capitale de l'oblast de Kharkiv.

## Situation
Il englobe des territoires dans le nord-ouest de la ville de Kharkiv.

## Historique
Il a été nommé de sa proximité du village de Kholodna Hora, il avait porté le nom de raïon Lénine mais abandonné le 2 février 2016 avec la dé-soviétisation des noms.

## Lieux d’intérêt
Deux théâtres, et deux cinémas, des bibliothèques, neuf parcs et places, la gare de Kharkiv, la Cathédrale diocésaine de l'Annonciation à Kharkiv, le Marché central de Kharkiv.

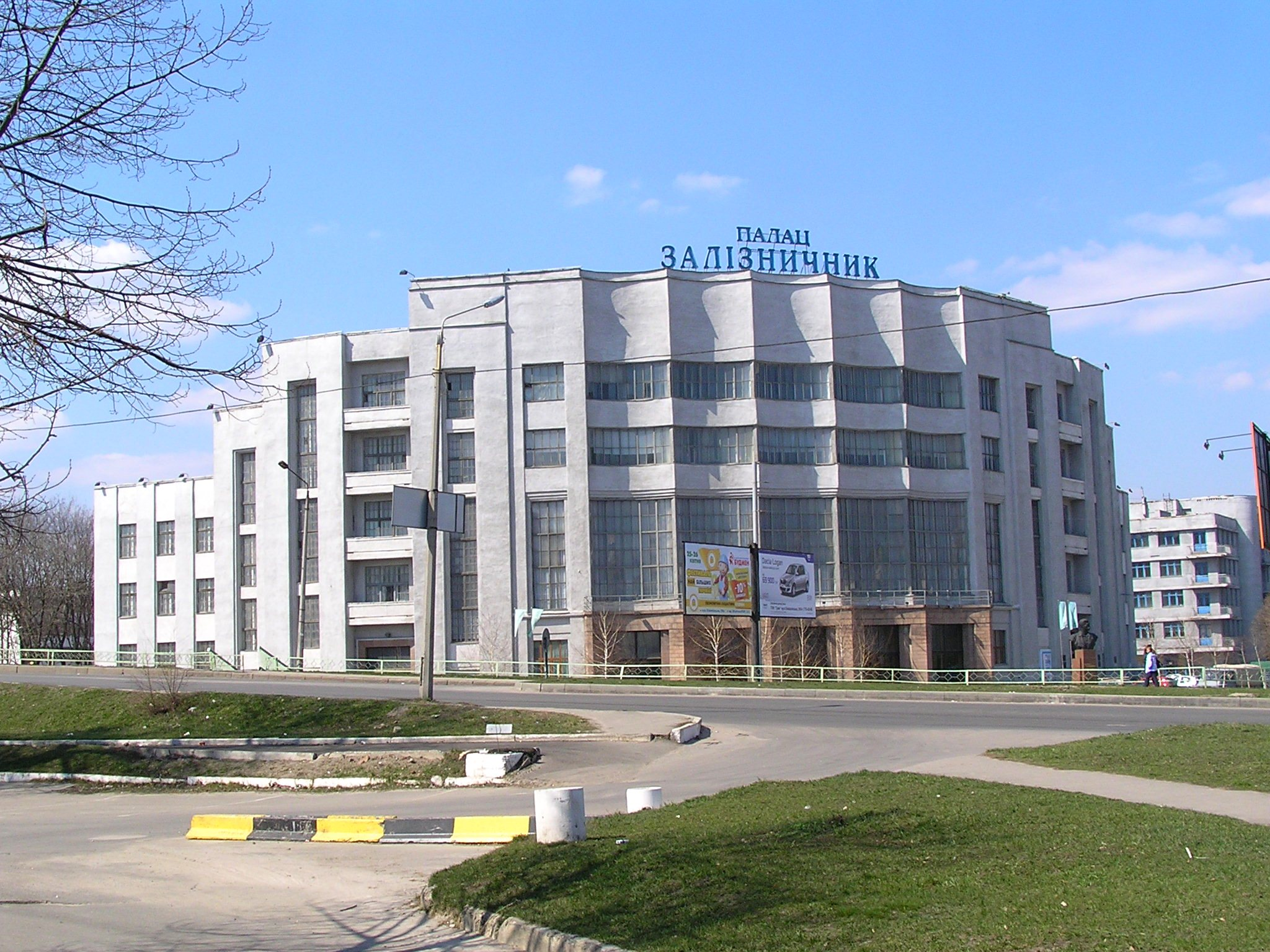
Le Palais des ouvriers, classé[2].
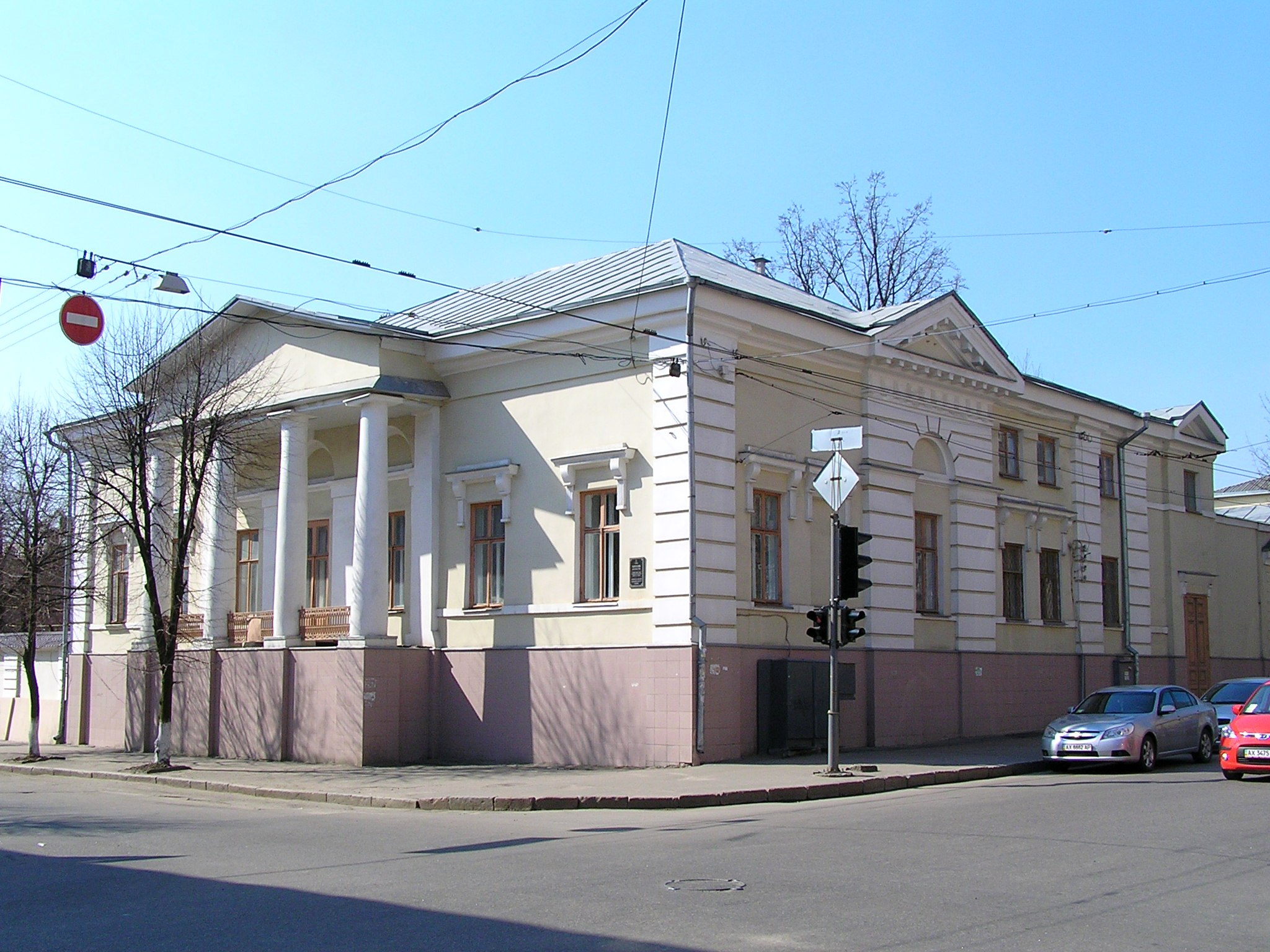
Le manoir de la rue Dmytrivska, classé[2].
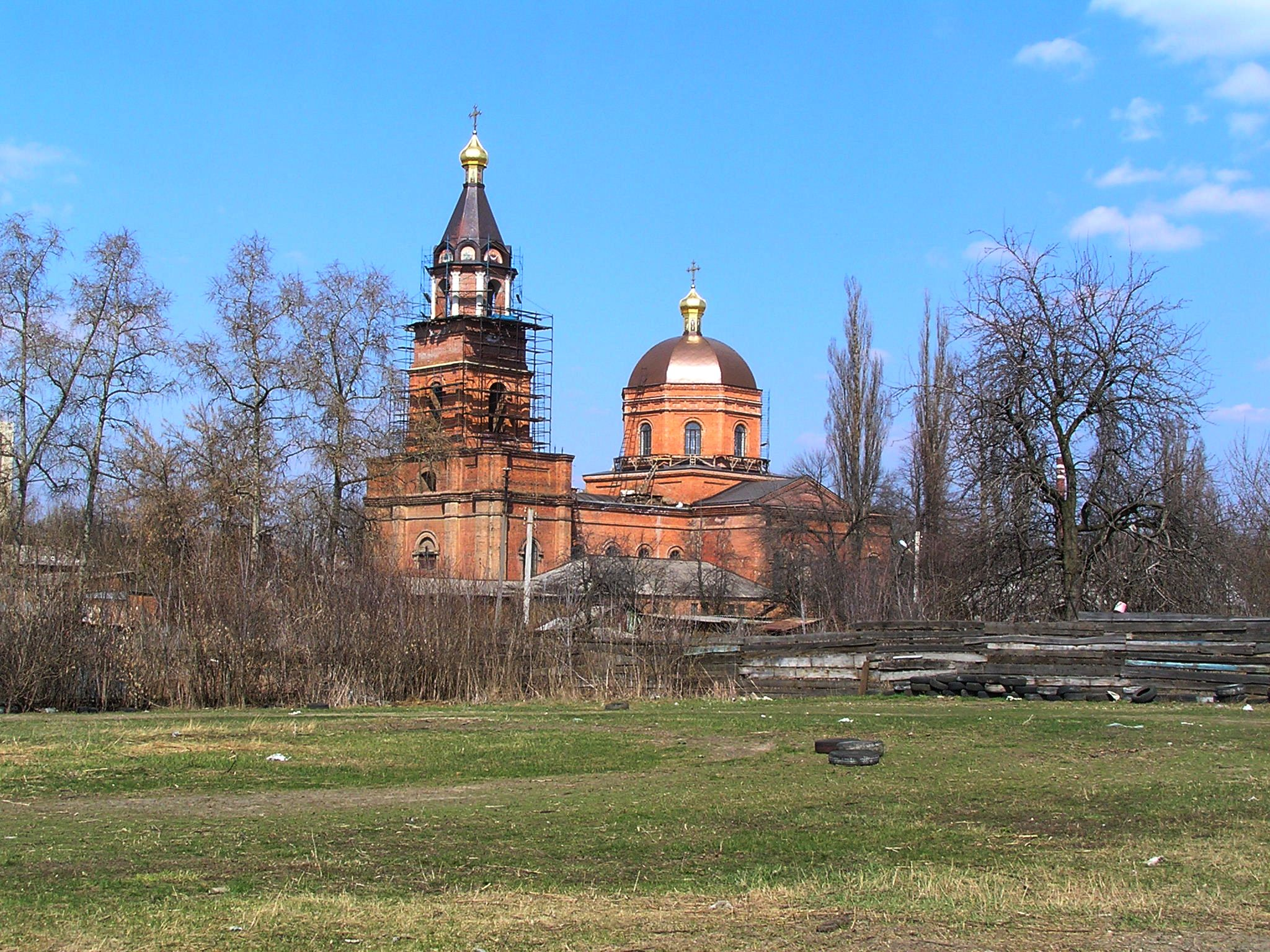
Église Saint-Jean-le-Théologien, classée[3].
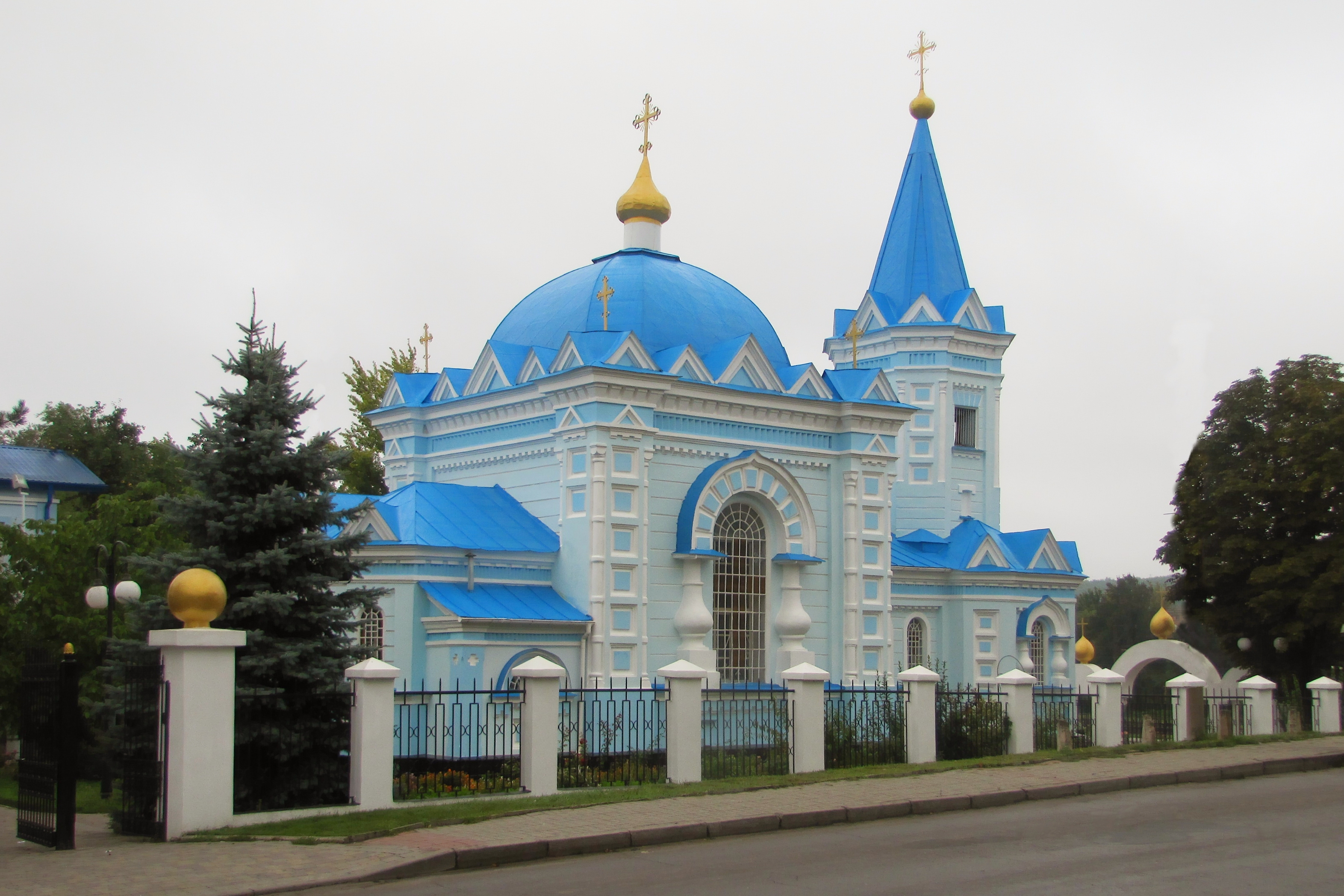
Église de Konstantino-Olenynska, classée[4].
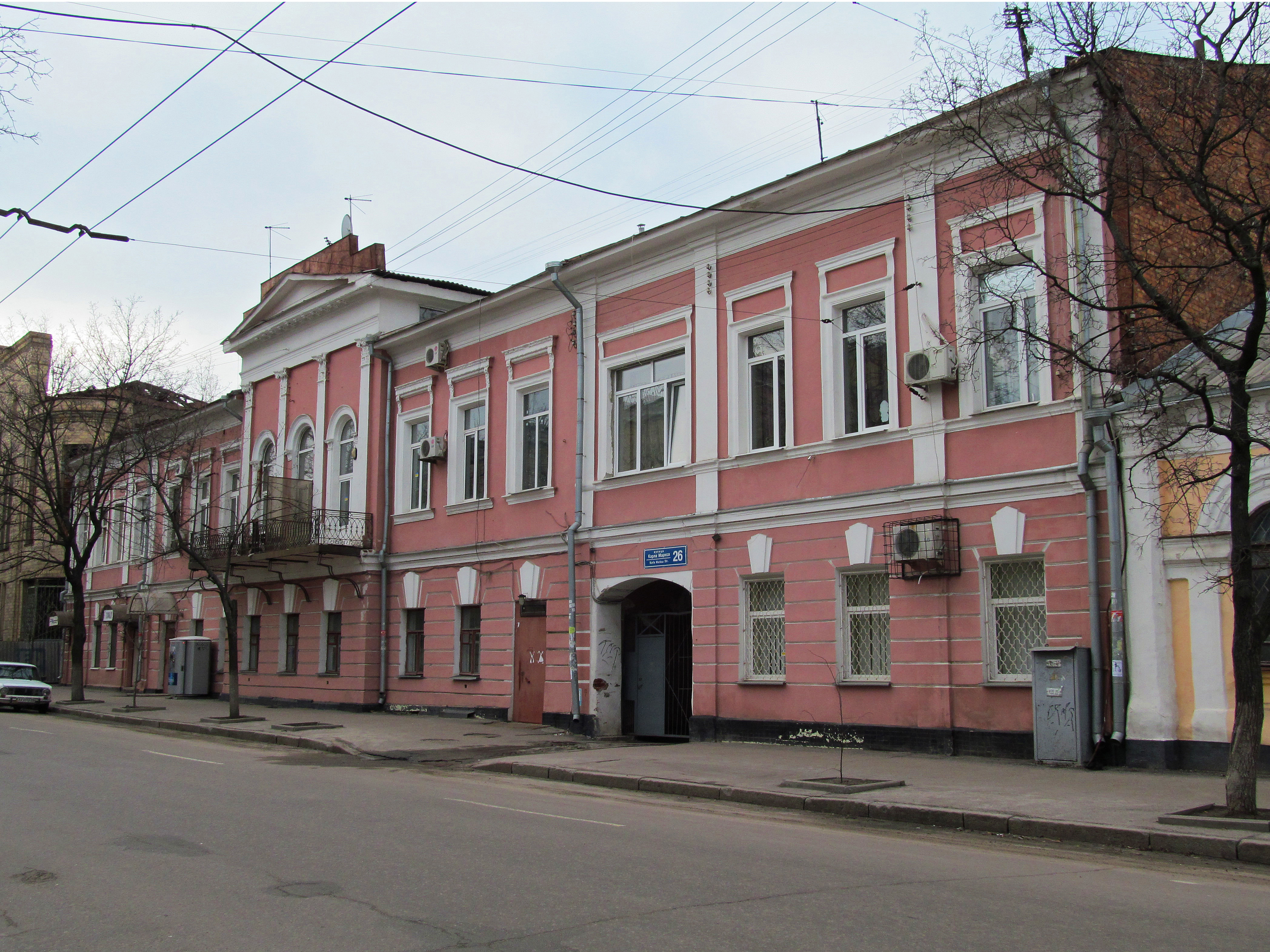
Le domaine de Sava Alhovsky, classé[2], monument architectural d'importance nationale[5].
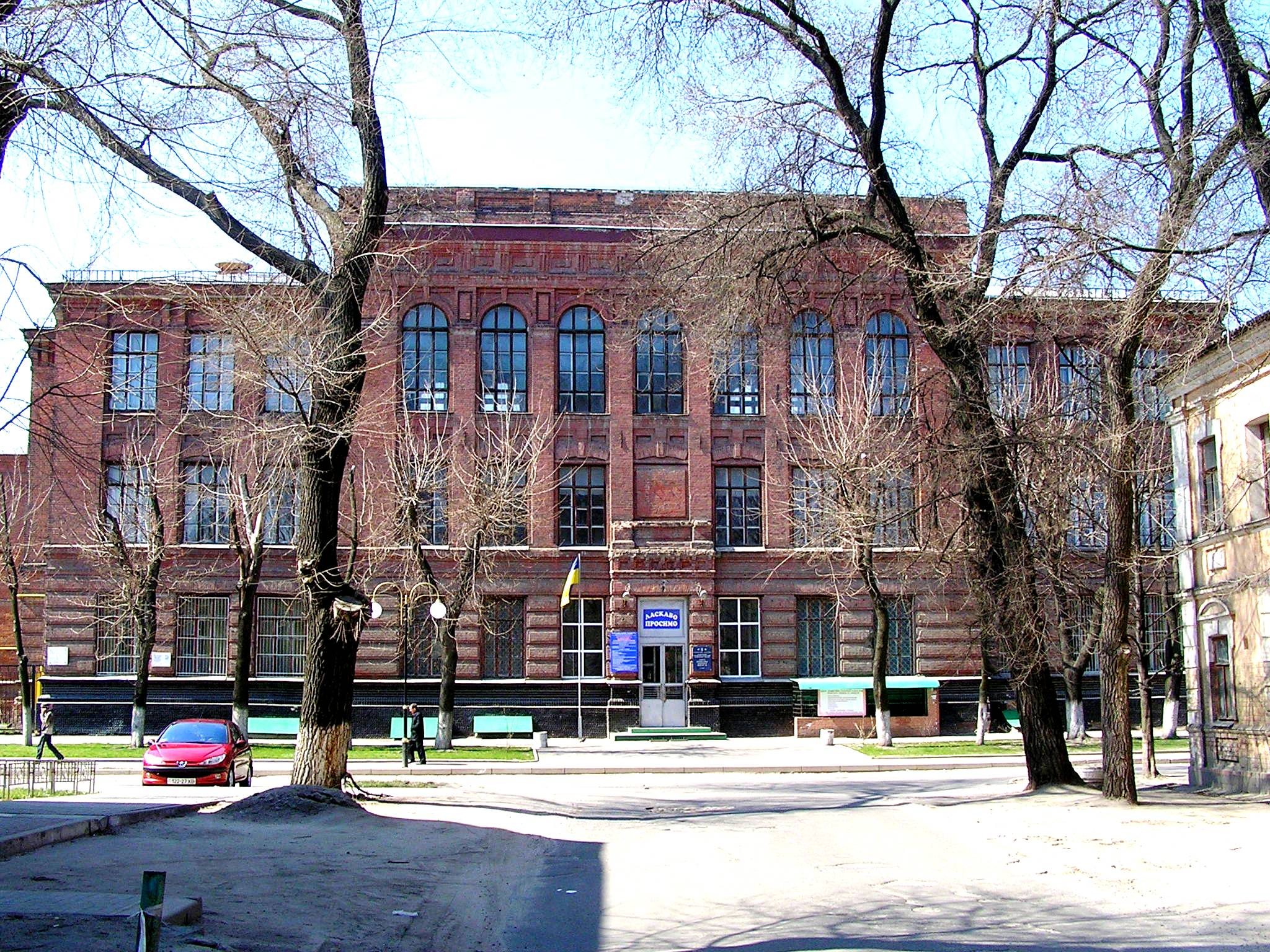
Ecole Pouchkine, classée[6].
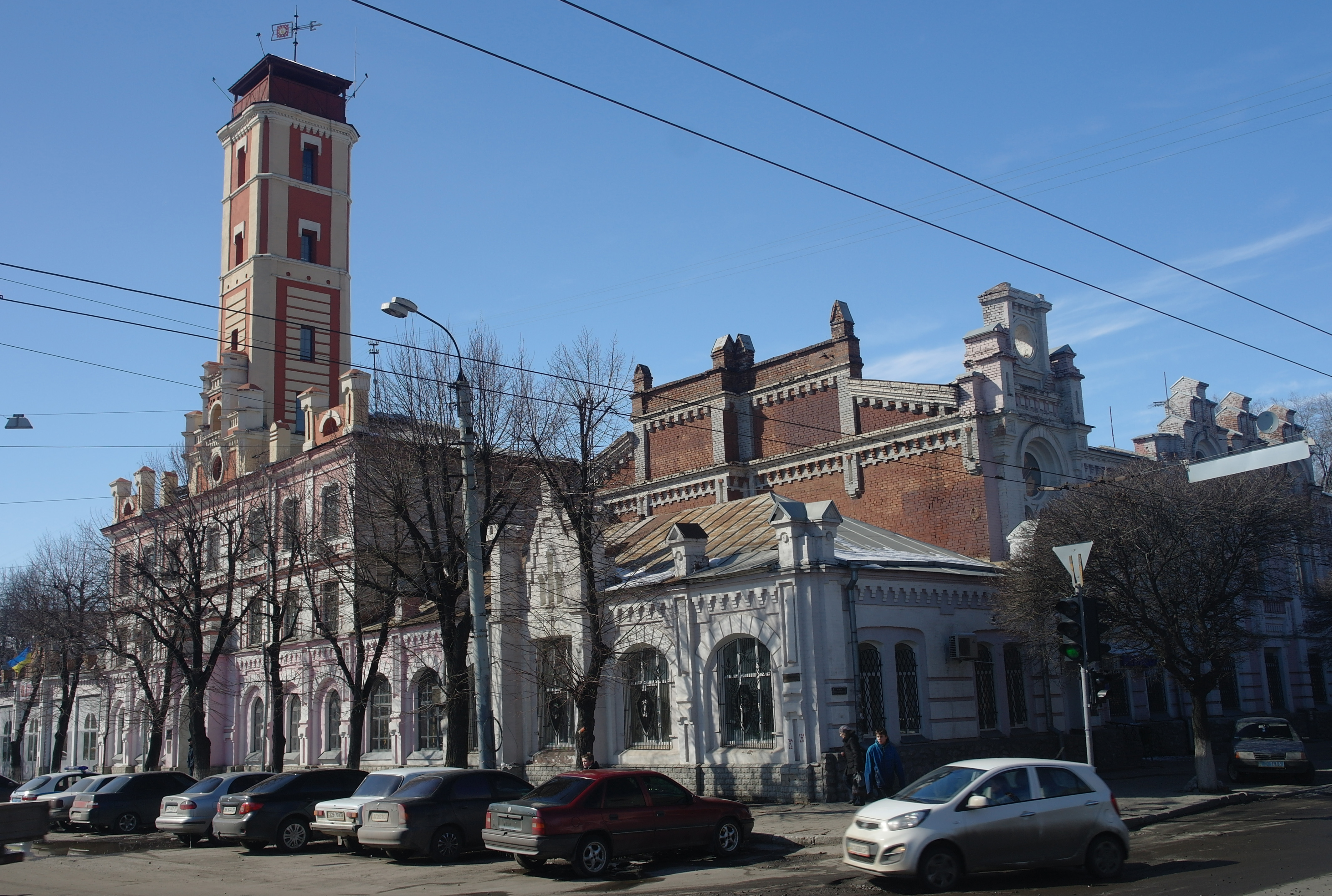
Caserne de pompiers n°3, classé[7].
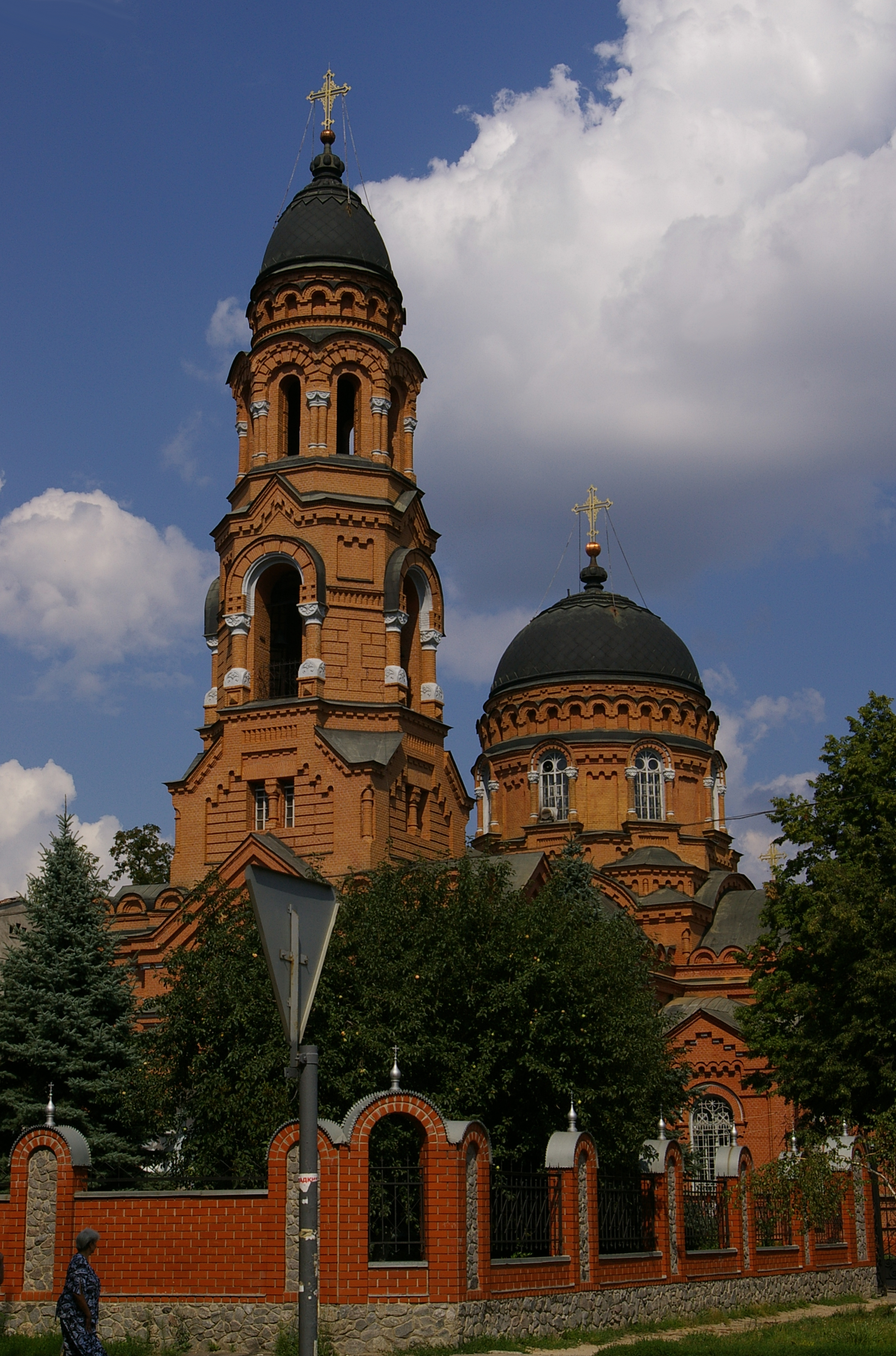
église de la Transfiguration de l'icône Ozeryan de la Mère de Dieu, classée[8].
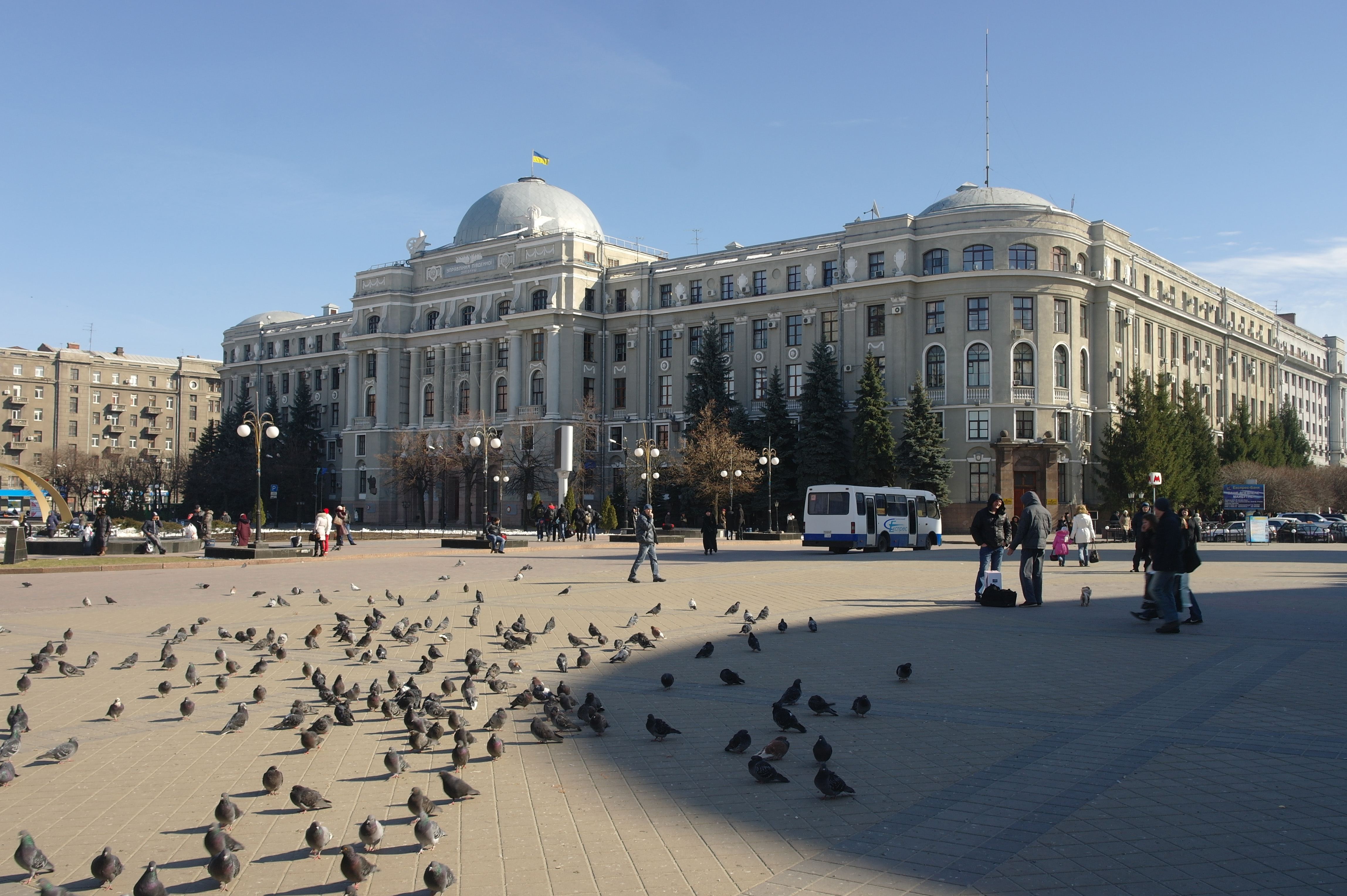
Le bâtiment administratif des chemins de fer du sud est, classé[9].